# Kim Wall (Schauspielerin)
Kimberly Paige „Kim“ Wall (* 2. Juli 1969 in Atlanta, Georgia) ist eine US-amerikanische Schauspielerin.

## Leben und Karriere
Kim Wall wurde im Alter von 13 Jahren eine professionelle Tänzerin. 
Walls Schauspielkarriere begann 1989, als sie die Rolle der Cindy in dem Slasher-Film Das Camp des Grauens 3 übernahm. Sie erschien auch in dem Film Ein Duke kommt selten allein (2005). Ihre Fernsehauftritte waren unter anderen One Tree Hill und Drop Dead Diva. 2012 spielte sie Karas Mutter in American Pie: Das Klassentreffen.
Wall war mit dem Schauspielkollegen Joseph Scoren verheiratet, der 2005 an Herzversagen verstarb.

## Filmografie (Auswahl)

### Filme
- 1989: Das Camp des Grauens 3 (Sleepaway Camp III: Teenage Wasteland)
- 1993: Escort Service – Lieferung frei Haus (Italian Movie)
- 2005: Ein Duke kommt selten allein (The Dukes of Hazzard)
- 2006: Spiel auf Sieg (Glory Road)
- 2007: Love Hurts (Kurzfilm)
- 2007: Der Nebel (The Mist)
- 2008: Living Proof (Fernsehfilm)
- 2009: Familie Jones – Zu perfekt, um wahr zu sein (The Joneses)
- 2011: Savage
- 2012: American Pie: Das Klassentreffen (American Reunion)
- 2012: Fast Girls
- 2014: Big Losers

### Fernsehserien
- 2006: One Tree Hill (eine Folge)
- 2007: House of Payne (2 Folgen)
- 2007: K-Ville (eine Folge)
- 2009: Drop Dead Diva (eine Folge)
- 2010: The Gates (eine Folge)
- 2011: Dr. Dani Santino – Spiel des Lebens (eine Folge)
- 2013–2016: Rectify (9 Folgen)
- 2015: Secrets and Lies (eine Folge)